# De Rosa
De Rosa er en familieejet cykelproducent grundlagt af Ugo De Rosa. Mærket blev kendt som producent af racercykler i slutningen af 1960'erne og 1970'erne. Mærket har stadig stor succes som, hvad der må betegnes, som en niche for håndbyggede cykler uden for Taiwan. De Rosa er i dag sponsor for cykelholdet Aqua & Sapone samt Rock Racing

## Historie
Grundlægger Ugo De Rosa blev født 27. januar 1934 i Milano, Italien. Inden han blev kendt som rammebygger var han ivrig amatørrytter.
Hans passion for cykelløb fik ham til at læse til ingeniør og først i 1950'erne åbnede De Rosa sin første butik og begyndte at fabrikere racercykler. I 1958 bad den kendte cykelrytter Raphaël Géminiani ham om at bygge en cykel til ham for årets udgave af cykelløbet Giro d'Italia. Herefter var De Rosas cykler en fast bestanddel af professionel cykling op gennem 1960'erne. Det første De Rosa hold var Taema og derefter fulgte Tbac (1964) og Max Majer (1967).
I 1969 blev De Rosa kontaktet af Gianni Motta, der ville ansætte De Rosa som rammebygger og mekaniker, hvilket De Rosa accepterede og dermed blev leverandør også til Mottas hold. I denne periode trådte endnu en stjerne ind på scenen – Eddy Merckx. De Rosa byggede dengang nogle rammer for Merckx, men det var først i 1973 at det førte til en formelt samarbejde, hvor De Rosa var officiel rammebygger og mekaniker for Molteni-holdet, hvor Merckx var kaptajn. Merckx og hans holdkammerater vandt næsten alle de store europæiske løb, inklusive Tour de France, Giro d'Italia, Milan-Sanremo og verdensmesterskabet. Samarbejdet med Molteni fortsatte indtil Merckx' trak sig tilbage i 1978. I 1981 arbejdede De Rosa som tekniske konsulent hos Merckx, som etablerede sit eget mærke indenfor cykler.
Francesco Moser ansatte i 1974 De Rosa på sit Filotex hold og vandt verdensmesterskabet. Senere, i 1982 sponsorerede De Rosa Sammontana holdet med Moreno Argentin og Giovanbattista Baronchelli. Fra 1985 til 1989 arbejdede De Rosa worked med Ariostea holdet – et lille nyetableret hold, der senere skulle blive en faktor i europæisk cykelløb.
Efterspørgslen efter De Rosa cykler nåede astronomiske højder fra nye markeder i 1980'erne – inkl. USA, Rusland, Japan, Belgien og Tyskland. Således voksede De Rosas firma fra det lille værksted ved siden af hans hjem og flyttede til rummeligere omgivelser i Cusano Milanino.
Senere er hans tre sønner blevet indlemmet i foretagenet; Danilo og Doriano i produktionen og Cristiano på salgssiden.
I 1990 begyndte Ugo De Rosa at forske i udviklingen af titanium rør. Det kulminerede med en ny model, De Rosa Titanio, som blev benyttet af Gewiss holdet i 1994. Aluminiums- og kulfiberrammer kom til i hhv. 1996 og 2000. I 2005 lancerede De Rosa sin Corum-ramme, en letvægtsstålramme bygget på klassisk manér.
10 december 2007 blev det annonceret at UCI Continentalholdet, Team LPR, ville benytte De Rosa cykler den følgende sæson. UCI Continentalholdet Rock Racing kørte på De Rosa cykler indtil slutningen af 2008. Derudover blev de i 2010 også cykelsponsor for det danske Kontinentalhold, Christina Watches-Onfone, med den danske toprytter Michael Rasmussen i spidsen.